# کریستین کیلر
کریستین مارگارت کیلر (انگلیسی: Christine Margaret Keeler؛ ۲۲ فوریه ۱۹۴۲ – ۴ دسامبر ۲۰۱۷) یک مدل و شوگرل اهل بریتانیا بود. او در کانون یک رسوایی سیاسی قرار داشت که در نهایت به استعفای وزیر جنگ وقت و بحران سیاسی کابینه بریتانیا در دهه شصت میلادی منجر شد.

## کودکی
کریستین در ۲۲ فوریه ۱۹۴۲ در اوکسبریج در میدلسکس انگلستان متولد شد. وقتی کریستین کیلر کودک بود، در طول جنگ جهانی دوم پدرش، کالین کیلر (که بعدها به عنوان کلین کینگ شناخته شد) خانواده را ترک کرد. او توسط مادرش، جولی پین و پدربزرگش، ادوارد هویش، در خانه‌ای که از دو واگن راه‌آهن ساخته شده بود بزرگ شد. در نوجوانی مورد سوء استفاده جنسی معشوق مادرش و دوستان او قرار گرفت. در سال ۱۹۵۱ به یک نقاهتگاه فرستاده شد؛ زیرا بازرس بهداشت مدرسه معتقد بود که او از سوء تغذیه رنج می‌برد.

## کار حرفه‌ای
وی بعد از تجربه شرایط دشوار و یک حاملگی در سن پایین، به لندن رفت و به عنوان پیشخدمت و سپس رقاص کاباره استخدام شد. او در سن ۱۵ سالگی کار خود را به عنوان یک مدل در یک فروشگاه لباس به‌نام سوهو در لندن یافت و تقریباً بلافاصله به عنوان یک شوگرل بی نظیر در صدر قرار گرفت.
آشنایی اتفاقی او با یک مرد با نفوذ باعث شد که به مهمانی بزرگان و سیاستمداران راه پیدا کند.

تصویری از کریستین کیلر در دهه ۱۹۶۳ اثر لوئیس مورلی

## رسوایی
در سال ۱۹۶۳ افشای رابطه کریستین کیلر با جان پروفیومو، وزیر جنگ وقت بریتانیا، منجر به استعفای این عضو کابینه حزب حاکم محافظه‌کار شد. در جریان رسیدگی به این پرونده رسوایی او ادعا کرد که هم‌زمان با وزیر جنگ وقت بریتانیا با یک دیپلمات روس هم در سفارت روسیه ارتباط داشته‌است.
افشای این موضوع در زمان جنگ سرد، اتفاق خوبی برای دولت محافظه‌کار مک‌میلان نبود. پروفیومو که در آن زمان ۴۶ سال داشت، مجبور شد به خاطر دروغ گفتن دربارهٔ رابطه‌اش با کیلر در پارلمان، از وزارت استعفا کند.
کریستین کیلر بعد از این اتفاق چند کتاب نوشت و برای تهیه یک فیلم سینمایی با نام «رسوایی» به تهیه‌کنندگان آن مشورت داد. از این رسوایی چند فیلم ساخته شده و بی‌بی‌سی هم مشغول تهیه مجموعه تلویزیونی با همین عنوان است.
او بعد از این رسوایی که تاریخ بریتانیا را در اوایل دهه شصت میلادی تکان داد، دو بار ازدواج کرد و صاحب دو پسر شد. محمّدعلی اسلامی ندوشن نمایشنامه‌ای دربارهٔ ماجرای پروفیومو نوشت.

## درگذشت
او از نارسایی ریه رنج می‌برد و بر اثر همین بیماری در ۴ دسامبر ۲۰۱۷ در سن ۷۵ سالگی درگذشت.